# Glocke (Vaux-sur-Mer)

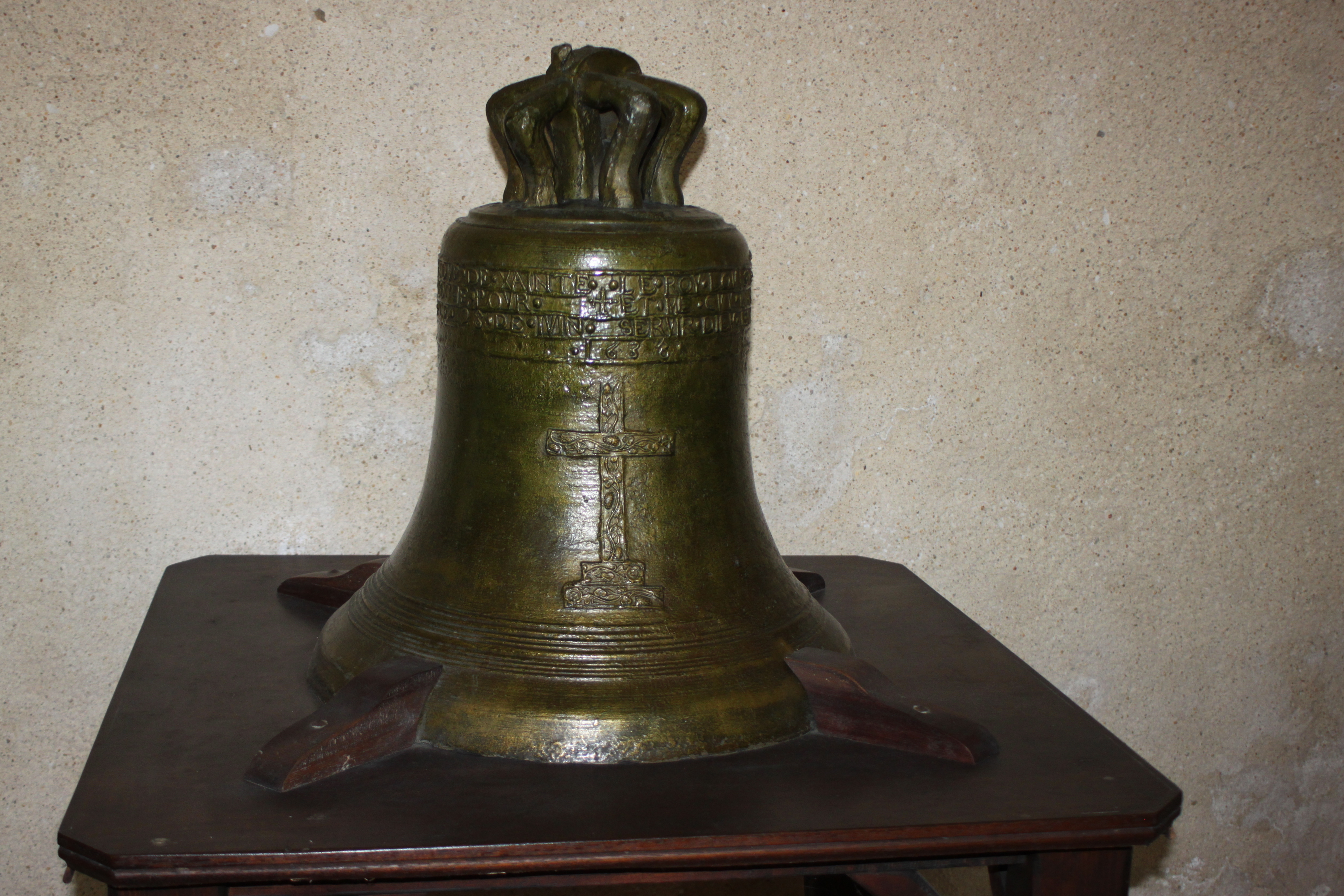
Glocke in Vaux-sur-Mer

Die Glocke in der Kirche St-Étienne in Vaux-sur-Mer, einer französischen Gemeinde im Département Charente-Maritime der Region Nouvelle-Aquitaine, wurde 1638 gegossen. Die Kirchenglocke aus Bronze steht seit einigen Jahren im Kirchenschiff, sie ist seit 1992 als Monument historique klassifiziert. 
Die Glocke aus einer unbekannten Glockengießerei trägt folgende Inschrift: „Le Roy Louis XIII regnant en France Messire Jacque, Evesque de Xainte et Mr Guy Lanier abbé de Vaux a fait faire cette cloche pour servir Dieu en l'église Saint Etienne de Vaux ce 28 de juin 1638“ (König Ludwig XIII. regierte in Frankreich – Hochwürden Jacques, Bischof von Saintes, und Herr Guy Lanier, Abbé in Vaux, ließen diese Glocke gießen, um Gott in der Kirche St-Étienne in Vaux zu dienen – dies am 28. Juni 1638).
Unter der Inschrift ist das Relief eines Kreuzes zu sehen.